# بيدرو لاسكوراين
بيدرو لاسكوراين (بالإسبانية: Pedro Lascuráin) (و. 1856 – 1952 م) هو سياسي، ودبلوماسي من المكسيك ولد في مدينة مكسيكو. احتل لاسكوراين منصب رئاسة المكسيك لمدة 45 دقيقة فقط.